# Bedgebury Cross
Bedgebury Cross – osada w Anglii, w hrabstwie Kent, w dystrykcie Tunbridge Wells. Leży 23 km na południe od miasta Maidstone i 62 km na południowy wschód od centrum Londynu.